# Saint-Jean-d’Hérans
Saint-Jean-d’Hérans település Franciaországban, Isère megyében. Lakosainak száma 308 fő (2022. január 1.). Saint-Jean-d’Hérans Saint-Pierre-de-Méaroz, Cognet, Cornillon-en-Trièves, Mayres-Savel, Mens, Ponsonnas, Saint-Arey és Châtel-en-Trièves községekkel határos.

## Népesség
A település népessége az elmúlt években az alábbi módon változott:
| Lakosok száma | 227  | 218  | 233  | 295  | 300  | 295  | 288  | 286  | 289  | 308  |
|               | 1968 | 1982 | 1990 | 2006 | 2013 | 2015 | 2017 | 2019 | 2020 | 2022 |